# Bisschopswetering
Bisschopswetering is een buurtschap in de gemeente Kampen in de Nederlandse provincie Overijssel. Het ligt midden in Polder Mastenbroek ten noorden van de IJssel.
Stad: Kampen      Dorpen: Grafhorst · 's-Heerenbroek · IJsselmuiden · Reeve · Wilsum · Zalk

Buurtschappen: Bisschopswetering · De Heuvels · Hogeweg · Kampereiland · Kamperveen · Mastenbroek (deels) · Nieuwstad · Oosterholt · De Roskam · Veecaten · De Zande · Zuideinde (deels) · Zwartendijk 

Overijssel · Steden en dorpen in Overijssel      Nederland · Provincies · Gemeenten